# Aline Pennewaard
Aline Pennewaard (Woerden, 8 augustus 1978) is een Nederlandse historica en schrijfster.

## Biografie
Pennewaard studeerde in Nederland en Israël. Zij houdt zich als onderzoeker en schrijver voornamelijk bezig met de Holocaust.  Aan de Universiteit van Haifa doet zij promotieonderzoek naar de deportaties vanuit Nederland naar de concentratiekampen.
Zij publiceert sinds 2012 boeken en artikelen over de Jodenvervolging.